# Операция „Антон“
Операция „Антон“ от 10 до 27 ноември 1942 година е военна операция във Франция на Европейския театър на Втората световна война.
В нея Германия и Италия окупират територията на Режима от Виши и разпускат армията му, слагайки край на съществуването му като номинално независима държава. Режимът от Виши не оказва пряка съпротива, но командването на флота му успява да потопи намиращите се в Тулон френски кораби. Режимът продължава да съществува до 1944 година, но вече като напълно зависим от Германия.